# مانو تریگوئروس
مانو تریگوئروس (انگلیسی: Manu Trigueros؛ زادهٔ ۱۷ اکتبر ۱۹۹۱) بازیکن فوتبال اهل اسپانیا است.
از باشگاه‌هایی که در آن بازی کرده‌است می‌توان به ویارئال اشاره کرد.